# Tindouf
Tindouf és un municipi d'Algèria, capital de la província de Tindouf, amb una població estimada de 56.906 habitants el 2009. Situat a la vora de diverses bases militars algerianes, i també del Sàhara occidental, que contenen els camps de refugiats de la província de Tindouf dirigits pel Front Polisario, on viuen uns 200.000 saharauis des de fa més de 30 anys, mentre esperen que es resolgui el conflicte del Sàhara occidental.
Al nord-oest de la ciutat, als afores, hi ha un aeroport amb vols d'Air Algérie regulars a Alger i altres ciutats. Dins del territori municipal de Tindouf, hi ha Gara Djebilet, un assentament prop de la frontera amb Mauritània amb una mina de ferro i un antic aeroport. Està situat aproximadament a 70 quilòmetres al nord-oest d'Aet Legra.

## Història
La ciutat de Tindouf es construí prop d'un aïllat oasi saharià el 1852 per membres de la tribu Tajakant, però fou saquejat i destruït per la tribu Reguibat el 1895. Va romandre desert fins que hi arribaren les tropes franceses el 1934. Des de la independència algeriana del 1962, la ciutat ha crescut de manera important, en part a causa de la seva importància com a últim poble abans d'arribar a les fronteres del Marroc i Mauritània.
Tindouf és un bon objectiu econòmic. En la seva regió existeix un importantíssim jaciment de mineral
de ferro, d'excel·lent llei. Per ser un lloc molt proper de les fronteres, des dels anys 60 hi ha hagut diversos conflictes per prendre el control de Tindouf, especialment els de 1963. El 1980 tenia 6.500 habitants. A la zona de Tinduf es troben els campaments de refugiats saharauis.